# 贝纳尔马德纳海洋生物馆
贝纳尔马德纳海洋生物（英語：Sea Life Benalmádena）是一座位于西班牙南部安達盧西亞自治区马拉加省贝纳尔马德纳市的水族馆。

## 章鱼伊克尔
贝纳尔马德纳海洋生物水族馆以章鱼伊克尔的预言而备受人们关注。它是南非世界杯之后，西班牙媒体倾力打造的“新神物”，以队长卡西利亚斯的名字命名。